# Tần Công Bá
Tần Công bá (chữ Hán: 秦公伯; : 893 TCN - 845 TCN), họ Doanh, không rõ tên húy, là vị quân chủ thứ ba của nước Tần, một tiểu quốc nhỏ thời Tây Chu trong lịch sử Trung Quốc.
Tần Công Bá là con Tần Hầu - vua thứ hai của nước Tần. Năm 848 TCN, Tần Hầu mất, Tần Công Bá lên nối ngôi.
Sử ký không nêu rõ các sự kiện lịch sử liên quan đến nước Tần trong thời gian ông làm vua.
Năm 845 TCN, Tần Công Bá mất. Ông ở ngôi được 3 năm. Con trai là Doanh Trọng lên kế vị.